# Euphyia fringillata
Euphyia fringillata är en fjärilsart som beskrevs av Guen?0e 1858. Euphyia fringillata ingår i släktet Euphyia och familjen mätare. Inga underarter finns listade i Catalogue of Life.